# Klas Johansson
Pour les articles homonymes, voir Johansson.
Klas Johansson (né le 13 août 1967, à Kungsbacka) est un coureur cycliste suédois, devenu ensuite directeur sportif. Il a notamment remporté le championnat de Suède sur route en 1993.

## Palmarès
- 1988
  - Skandisloppet
- 1989
  - 3e du championnat des Pays nordiques du contre-la-montre par équipes
- 1990
  - Circuit des Quatre Cantons
  - 2e étape du Circuit franco-belge
  - 2e du Tour du Canton de Dun-le-Palestel
- 1991
  - 3e du championnat des Pays nordiques du contre-la-montre par équipes
- 1993
  -  Champion de Suède sur route
  - Östgötaloppet
  - Skandisloppet
  - 1re étape du Tour de Belgique amateurs
- 1995
  - Solleröloppet
- 1996
  - 3ea étape du Mémorial Denis Manette